# هیو سی
هیو سی (انگلیسی: Hyo-sei؛ زادهٔ ۲۱ آوریل ۱۹۷۳) صداپیشگی در ژاپن، و خواننده اهل ژاپن است.